# Sting in the Tail
Sting in the Tail er det 17. studiealbum fra det Tyske heavy metal band Scorpions. Det blev udgivet den 19. marts 2010 i Europa (i Grækenland dog allerede 14. marts) . I Nordamerika kom det i butikkerne den 23. marts. Scorpions har planlagt, at dette skal være deres sidste studiealbum før de trækker sig tilbage efter 40 års virke. Den finske sopran Tarja Turunen optræder på albummet som gæstesolist i The Good Die Young.  Denne sang er – bortset fra titlen – hverken musikalsk elller lyrisk beslægtet med "Only the Good Die Young" 
Den planlagte afskedsturné påbegyndtes næsten samtidig med albummets udgivelse med åbningskoncert i Prag den 15. marts.

## Numre
1. Raised on Rock – 3:57 (Music: Andersson, Hansen / Lyrics: Hansen, Meine)
2. Sting in the Tail – 3:12 (Meine, Schenker / Meine)
3. Slave Me – 2:44 (Schenker / Meine, Jabs, Bazilian)
4. The Good Die Young (feat. Tarja Turunen) – 5:14 (Schenker, Kolonovits / Meine)
5. No Limit – 3:24 (Meine, Schenker, Bazilian / Meine, Schenker, Bazilian)
6. Rock Zone – 3:17 (Meine, Andersson, Hansen / Meine)
7. Lorelei – 4:31 (Schenker, Thomander, Wikström / Meine, Bazilian, Thomander, Wikström)
8. Turn You On – 4:25 (Schenker, Andersson, Hansen / Meine)
9. Let's Rock – 3:22 (Schenker, Meine, Bazilian / Meine, Bazilian)
10. SLY – 5:15 (Meine, Schenker / Meine)
11. Spirit of Rock – 3:43 (Schenker, Bazilian / Meine, Schenker, Bazilian)
12. The Best Is Yet to Come – 4:34 (Bazilian, Thomander, Wikström / Schenker, Bazilian, Thomander, Wikström)
13. Thunder and Lightning (Bonus Track in Japanese Edition) (Schenker, Meine, Kolonovits / Meine)

### Sammensætning
Numrene spænder fra tung, klassisk 1970'er præget riffbaseret rock over mere dystre, moderne heavy metal figurer til egentlige rockballader. En anmelder, som afslører, at han egentlig havde afskrevet Scorpions for mange år siden, finder, at denne sammensætning er overraskende velfungerende. 

## Placeringer på salgslisterne
- Grækenland: nr. 1
- Tyskland: nr. 2
- Korea : nr. 2
- Tjekkiet: nr. 3
- Schweitz: nr. 6
- Østrig: nr. 6
- Rusland: nr. 6
- Finland: nr. 6
- Japan : nr. 6

## On Tour
Den europæiske del af Sting in the Tail  Tour afsluttedes den 1. juni 2010 i Hannover på 10. års dagen for indvielsen af Expo 2000. Gerhard Schröder holdt tale – og Scorpions spillede i deres hjemby for 12.000 tilskuere. (Udsolgt) 

### Setlist
- Sting in the Tail
- Make it Real
- Bad Boys Running Wild
- Is Anybody There?
- The Zoo
- Coast to Coast
- Loving you Sunday Morning
- We'll Burn the Sky
- The Best is Yet to Come
- Send me an Angel
- Holliday
- The Good Die Young
- Raised on Rock
- Tease me, Please me
- 321
- Kottack Attack [8]
- Blackout
- Big City Nights

Ekstranumre:
- Still Loving You
- Wind of Change
- Rock you like a Hurricane

## Anmeldelser
Anmelderne var generelt begejstrede for en oplevelse, som både var en koncert og et mulitmedie – show. 